# Ле-Карларе
Ле-Карларе́ (фр. Le Carlaret) — коммуна во Франции, находится в регионе Юг — Пиренеи. Департамент коммуны — Арьеж. Входит в состав кантона Восточный Памье. Округ коммуны — Памье.
Код INSEE коммуны — 09081.

## Население
Население коммуны на 2008 год составляло 209 человек.
| 1962 | 1968 | 1975 | 1982 | 1990 | 1999 | 2008 |
| ---- | ---- | ---- | ---- | ---- | ---- | ---- |
| 106  | 135  | 154  | 149  | 142  | 141  | 209  |

## Экономика
В 2007 году среди 114 человек в трудоспособном возрасте (15—64 лет) 88 были экономически активными, 26 — неактивными (показатель активности — 77,2 %, в 1999 году было 68,6 %). Из 88 активных работали 82 человека (47 мужчин и 35 женщин), безработных было 6 (3 мужчины и 3 женщины). Среди 26 неактивных 7 человек были учащимися или студентами, 12 — пенсионерами, 7 были неактивными по другим причинам.